# Monsul
Monsul ist eine Gemeinde im Norden Portugals.

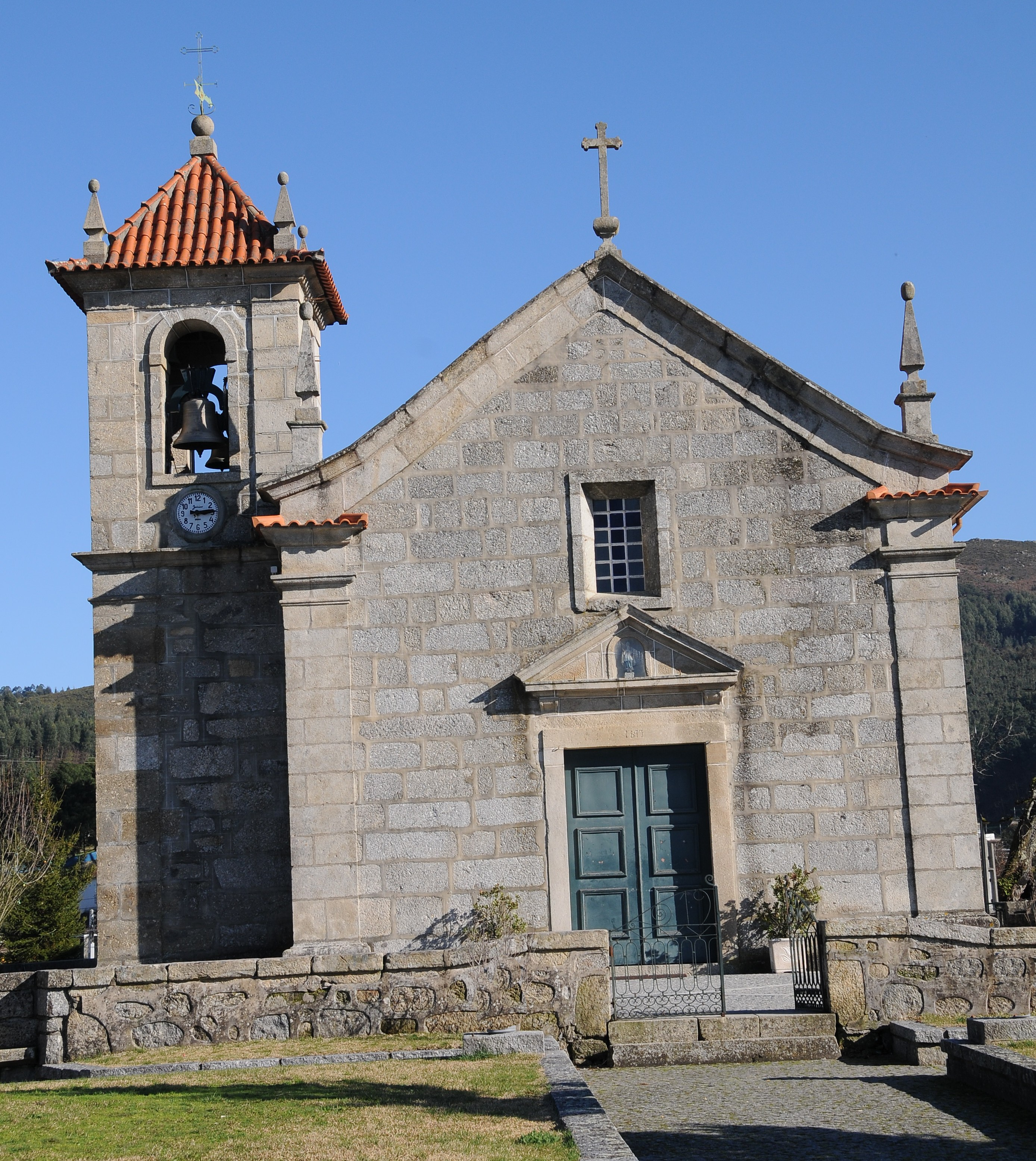
Kirche von Monsul

Monsul gehört zum Kreis Póvoa de Lanhoso im Distrikt Braga, besitzt eine Fläche von 3,3 km² und hat 713 Einwohner (Stand 19. April 2021).